# Valbonaša
Valbonaša je naselje u Republici Hrvatskoj, u sastavu Općine Medulin, Istarska županija. 

## Stanovništvo
Prema popisu stanovništva iz 2001. godine, naselje je imalo 53 stanovnika te 19 obiteljskih kućanstava.
| broj stanovnika |       | 53    | 41    | 51    |
|                 | 1991. | 2001. | 2011. | 2021. |